# Wasco County
Wasco County je okres amerického státu Oregon založený v roce 1854. Správním střediskem je město The Dalles. V okrese žije 25 213 obyvatel (2010).